# Паліса Дмитро Сергійович
Дмитро Сергійович Паліса — український військовослужбовець, полковник, командиром 33-ї механізованої бригади (на 2025). Учасник російсько-української війни.

## Життєпис
Народився в сім'ї військовослужбовця.
21 червня 2014 року випустився з Академії сухопутних військ, а 23 червня вже прибув у 138-й Центр спеціального призначення протидії диверсіям і антитерористичних актів Військової служби правопорядку на посаду офіцера відділення спеціального призначення. З 2014 року виконував різноманітні завдання із супроводження колон, охорони важливих об'єктів, представників ОБСЄ і Генерального штабу.
На початку повномасштабного вторгнення працював начальником навчального курсу Національної академії сухопутних військ.
Брав участь у формуванні 71-ї окремої єгерської бригади. Згодом воював під Щуровим біля Лимана в 71 ОЄБр як приданий підрозділ 79-ї бригади. Брав участь в Слобожанському контрнаступі. Був командиром 4-го загону спеціального призначення 71 ОЄБр.
З 2024-го року заступник командира 30-ї окремої механізованої бригади імені князя Костянтина Острозького.
На початок 2025 року був командиром 33-ї механізованої бригади.

## Родина
- Старший брат Павло Паліса — колишній командир 93 ОМБр та 5 ОШБр [1].

## Нагороди та відзнаки
- орден Богдана Хмельницького (2024)[6]